# Dostallı
Dostallı è un comune dell'Azerbaigian situato nel distretto di Cəlilabad. Conta una popolazione di 279 abitanti.